# Tianzhou 8
Tianzhou 8 (chiń. 天舟七号) – ósma misja bezzałogowego statku kosmicznego Tianzhou i siódma misja zaopatrzeniowa do stacji kosmicznej Tiangong. Podobnie jak poprzednie misje Tianzhou, statek kosmiczny został wystrzelony z Centrum Startowego Satelitów Wenchang dzięki rakiecie Długi Marsz 7.
Statek dostarczył około 6 ton zaopatrzenia do chińskiej stacji kosmicznej. 8 lipca 2025 misja została zakończona poprzez deorbitację w atmosferze Ziemi.